# 部落
部落是一種社群，由两个或以上的氏族组成。有的部落在氏族之上还有中间环节胞族。大體來說，一般認為其成員為同一祖先之後裔。他們通常佔據於一特定地理區域，擁有文化、宗教、語言以及價值觀上的同質性，而且可能在政治上由一頭目或首領統一領導，也可能從屬於其他政權。

## 近代用法
在近代的用法之中，很多時「部落」皆指有以下特質的團體:
- 必有共同流通的語言及共有之文化和歷史的團體。
- 因其生產能力於現代的角度視為相對低下，未達成專業分工，生產效率不發達。
- 由於部落以親族關係構成體系。故此，於社會發展階段中部落是被視為初階的、原始的。
- 雖說部落已有一定程度的政治體來管治，但中央權力還是欠奉的，並未發展出階級概念。

此外，在现代汉语中，对非洲、中亚、西亚及其他地区以单一民族为主体的较大的群体，如果这些民族群体的生产能能力仍处于极不发达的状态，也称为“部落”。
傳統意義上的部落受地域的影響很大。但現代隨互聯網的興起與發展，人们因为某个主题、兴趣、项目等通过互联网平台沟通和写作，在現在的一般意義上也可以理解成「部落」。

## 部族列表
| 部落名               |
| -------------------- |
| 東夷、華夏(黃河文明) |
| 百越                 |
| 古蜀                 |
| 戎狄                 |
| 荊楚                 |

### 蒙古族[註 6]
- 汪古部族
- 扎只剌部族
- 弘吉剌部族
- 克烈部族
- 塔塔兒部族